# جامعة كاتافي الزراعية
جامعة كاتافي الزراعية هي جامعة عامة، تقع في كاتافي غرب تنزانيا.